# Rangel (Angola)
Rangel ist eine Ortschaft der Metropolregion Luandas, der Hauptstadt von Angola.

## Geschichte
In den 1930er Jahren war Rangel eine unbewohnte Gegend mit einigen aufgegebenen Feldern und einem Friedhof. Das Land gehörte der portugiesischstämmigen Familie Rangel. In den 1950er Jahren wurde das Land an einige Familien verpachtet. Im folgenden Jahrzehnt begann die portugiesische Regierung mit der Urbanisierung. Mit dem Projekt „Ein Heim für jede Familie“ (“Um Lar Para Cada Família”) wurden Sozialwohnungen für die Umsiedlung der Bewohner einiger Musseques von Luanda gebaut. Laut Zensus von 1964 zählte Rangel 35.848 Einwohner. Nach der Unabhängigkeit Angolas 1975 kam es durch den folgenden Bürgerkrieg zu einer unkontrollierten Zuwanderung von Kriegsflüchtlingen aus den ländlichen Regionen.

## Verwaltung
Bis 2011 war Rangel einer der neun Stadtkreise (Municipios), die die Metropolregion Luandas bildeten. Im Zuge der Änderungen in der Verwaltungsgliederung ab 2011 wurde Rangel eine Gemeinde (Comuna) im Kreis (Município) von Luanda, in der Provinz Luanda. Mit der Neugliederung im Jahr 2024 wurde Rangel erneut ein Município in der Provinz Luanda.
Rangel hat eine Fläche von 6,2 km² und circa 261.000 Einwohner (2006). Es grenzt im Westen an Ingombota, im Norden an Sambizanga, im Osten an Cazenga und im Süden an Kilamba Kiaxi und Maianga.
Rangel besteht aus den Teilgemeinden Terra Nova, Rangel und Marçal.

## Verkehr
Rangel verfügt mit dem Bahnhof Estação dos Musseques (deutsch: „Bahnhof der Elendsviertel“) über eine Express-Zugverbindung nach Luanda und zum neuen internationalen Flughafen von Luanda. Die Gemeinde wird von den beiden Verkehrsadern Avenida Deolinda Rodrigues und N'Gola Kiluanje begrenzt. Die Hauptverkehrsstraße im Ort ist die Avenida Hoji ya Henda.

## Gesundheit
Es gibt in den Vierteln Terra Nova und Rangel Gesundheitszentren, diese verfügen jedoch oft monatelang über keine Medikamente für die Patienten, beispielsweise gegen AIDS oder Malaria. Im Jahr 2018 wurden in der Provinz Luanda 1080 Todesfälle von Malaria registriert, die meisten davon in Rangel, insbesondere aufgrund der schlechten sanitären Grundversorgung vor Ort. Etwa 50 Familien verließen daraufhin das Siedlungsgebiet. Sie hinterließen jedoch einen Müllhaufen von 27 LKW-Ladungen.

## Bildung
Rangel verfügt im Viertel Marçal über die Sekundarschule Ngola Mbande mit 12 Klassenräumen. In den Primarschulen der Gemeinde Rangel fehlten zu Anfang des Jahres 2019 rund 7500 Schulbänke.